# HD 43587
HD 43587，又名BD+05 1168，SAO 113683、HR 2251，是一颗恒星，视星等为5.71，位于銀經204.47，銀緯-5.23，其B1900.0坐标为赤經6h 11m 58.2s，赤緯+5° -5.23′ 53″。